# رازميان
رازميان (بالفارسية: رازمیان) هي منطقة سكنية تقع في إيران في قزوين. يقدر عدد سكانها بـ 965 نسمة .